# Обществото на спектакъла
„Обществото на спектакъла“ (на френски: La Société du spectacle) е книга, написана в 1967 г. от Ги Дебор, един от теоретиците на марксизма и ситуационизма. Книгата е посветена на анализа на съвременното западно общество от леви радикални позиции.
Книгата е детайлен анализ на марксизма и развититието на революционните теория, които са поставена пред два нови фактора: илюзорността на революцията и класовата бюрокрация.

## Тези на автора
Това е предимно радикална критика на стоката, нейното доминиращо място в живота, и отчуждението в консуматорското общество. Понятието „спектакъл“ се свързва с начина на производство в обществото основано на производство и възпроизводство на стоки, във все по-голямо количество и все по-еднакви в своето разнообразие. Дебор агитира за реално осъзнаване на личния живот в противовес на едно илюзорно живеене и един псевдоживот, наложен от капиталистическото общество, особено това след войната.
Според Дебор спектакълът е незавършеният стадий на капитализма, и съответства конкретно на стоковото производство. Спектакълът е икономическа идеология, в смисъла, че съвременното общество налага и узаконява универсалността на еднаквата гледна точка над сетивата и съзнанието на всички членове на обществото посредством аудио-визуалните медии, бюрокрацията, политиката и икономиката. И то за да поддържа възпроизводството на властта и отчуждението или отчуждаването на живеещия от живота.
Понятието придобива няколко значения: спектакълът е едновременно апарат на пропагандата и властта на капитала над живота, както и социално отношение между медиатизирани чрез картината индивиди. Дебор сравнява спектакъла с фетишизирането на стоката.